# 纳尔瓦河 (注入日本海)
纳尔瓦河（俄语：Река Нарва）或西吉密河（俄语：Река Сидеми）是滨海边疆区哈桑区的河流，源起高地山，长36公里，流域面积340平方公里，注入纳尔瓦湾。河上有纳尔瓦村。1972年更为现名。

## 引用
1. ↑  А·П·穆拉诺夫. . 列宁格勒: 气象出版社. 1966 （俄语）.
2. ↑  . 列宁格勒: 气象出版社 （俄语）.
3. ↑  Т·А·基谢尔科瓦娅. . 列宁格勒: 气象出版社. 1977 （俄语）.
4. ↑  . 国家水登记处.   [2024-01-02]. （原始内容存档于2024-01-02） （俄语）.
5. ↑   (PDF). www.vladcity.com. （原始内容 (PDF)存档于2011-07-17）.